# Paraspidophryxus terminalis
Paraspidophryxus terminalis är en kräftdjursart som beskrevs av Schultz 1977. Paraspidophryxus terminalis ingår i släktet Paraspidophryxus och familjen Dajidae.
Artens utbredningsområde är Södra Ishavet. Inga underarter finns listade i Catalogue of Life.